# Pygommatius hypnus
Pygommatius hypnus är en tvåvingeart som först beskrevs av H. Oldroyd 1972.  Pygommatius hypnus ingår i släktet Pygommatius och familjen rovflugor. Inga underarter finns listade i Catalogue of Life.